# Fels (Patrizierfamilie)

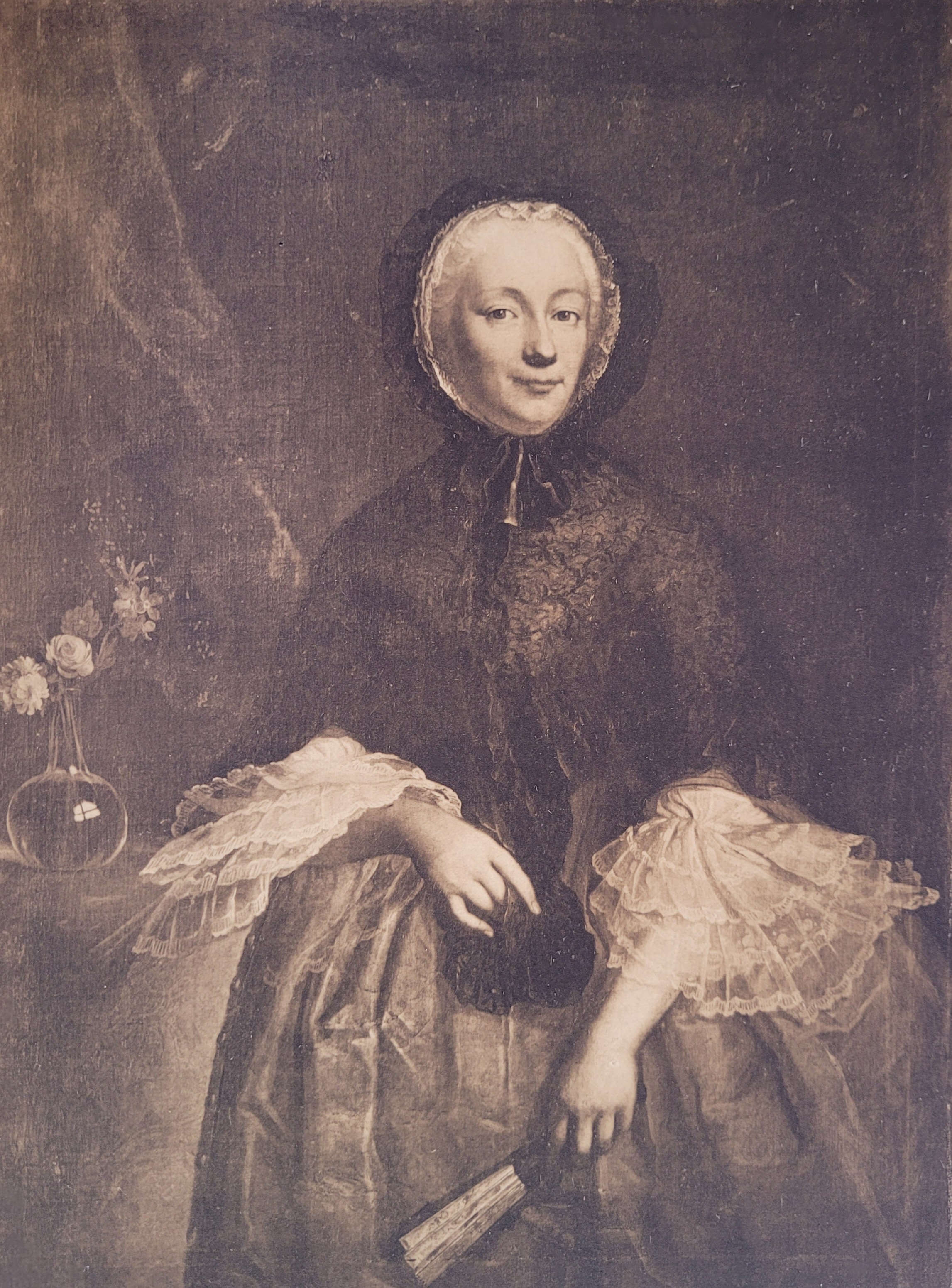
Marianne Ernst geb. Fels, Porträt von Jakob Emanuel Handmann (1759)

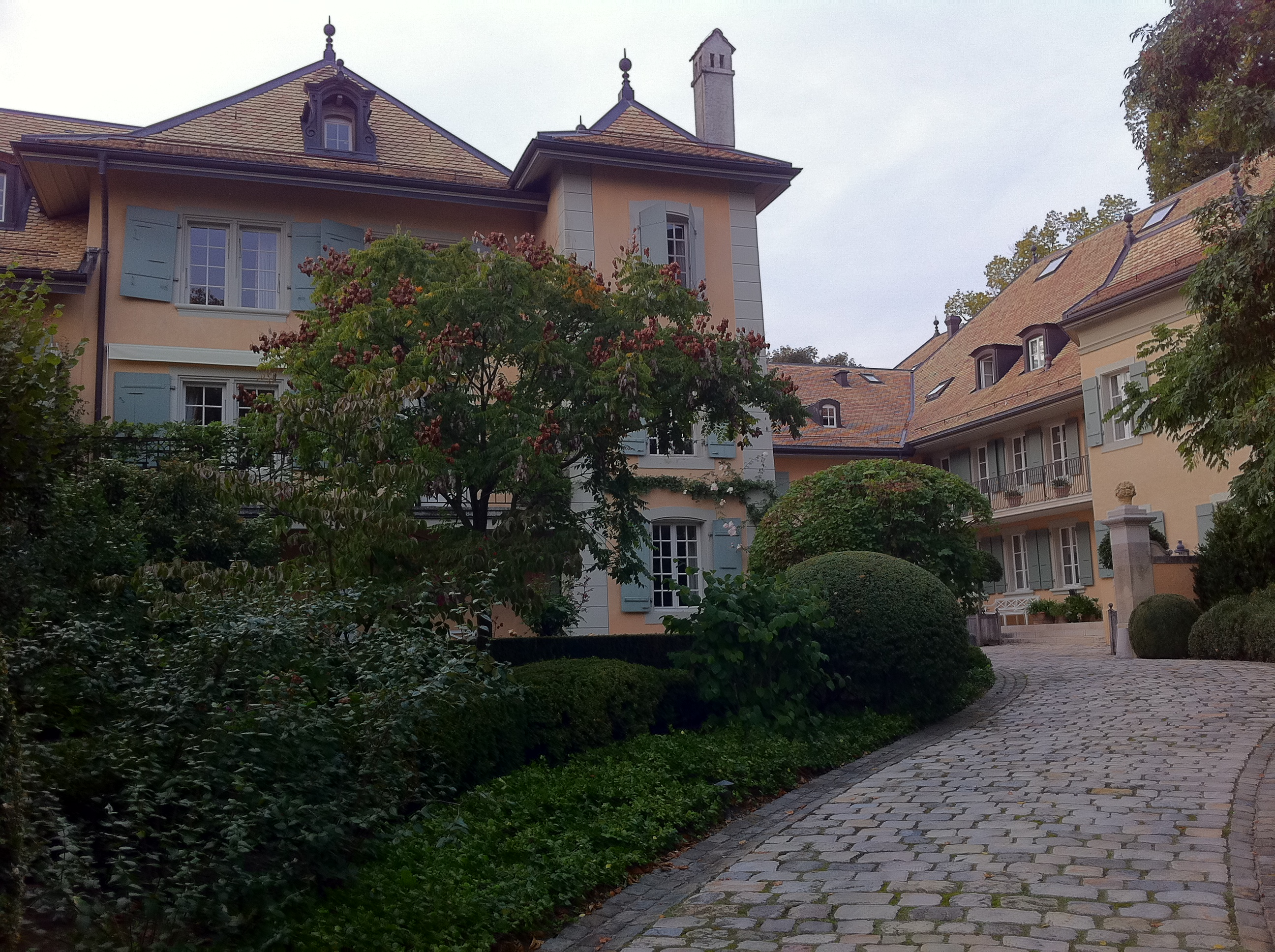
Manoir de Bougy

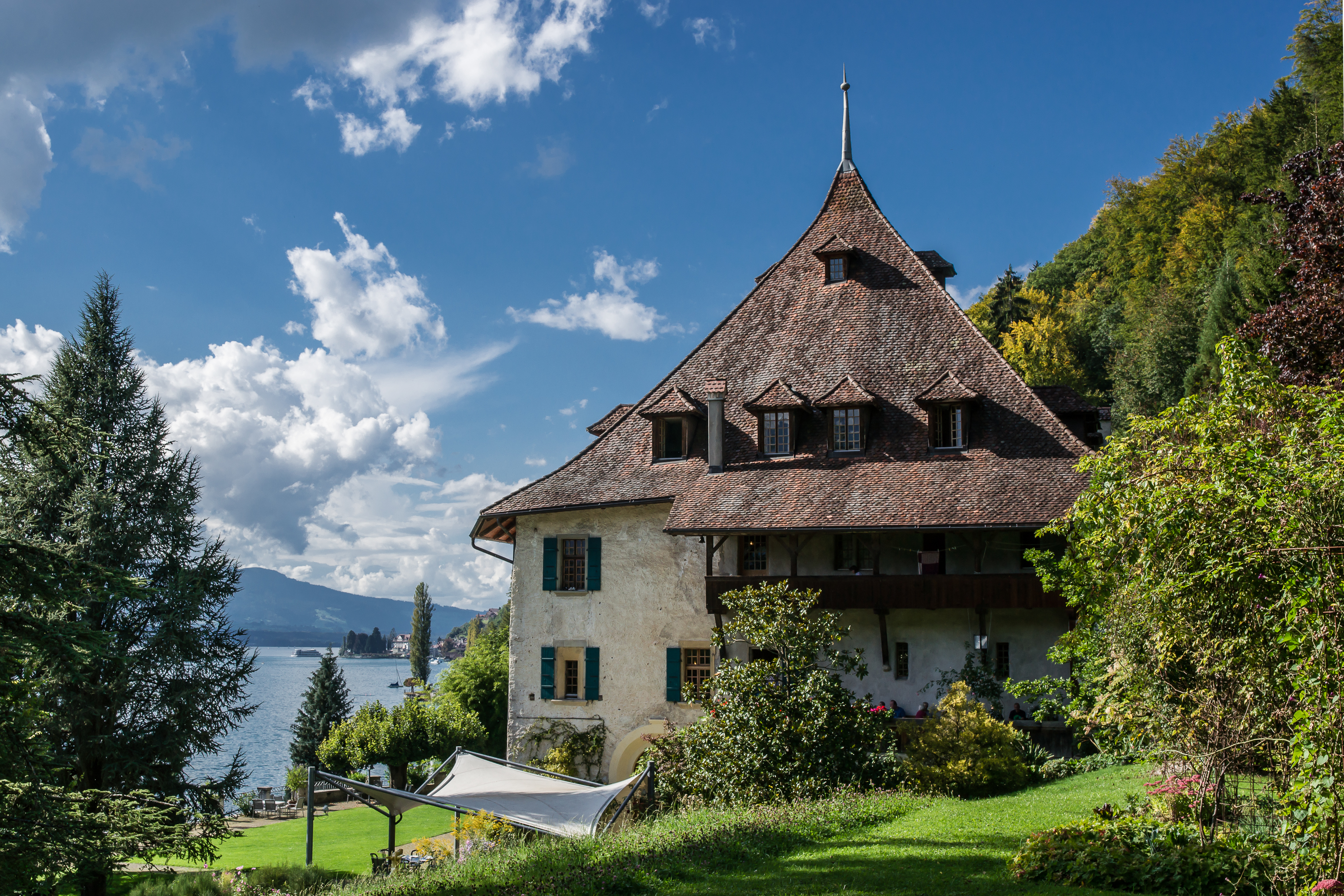
Gut Ralligen am Thunersee (2014)

Die Familie von Fels ist eine aus Sommarèse im Aostatal stammende, später in Konstanz, St. Gallen und Bern niedergelassene Patrizierfamilie.

## Geschichte
Die Brüder Michel von Clapey und Vincenz von Clapey genannt Fels bürgerten sich 1515 bzw. 1533 in Konstanz ein. Laut dem Bürgerrechtsbuch im Stadtarchiv Konstanz stammten die beiden aus Sommarèse bei Saint-Vincent im Aostatal. Pantaleon Fels (II.), ein weiterer Bruder von Michel und Vincenz, liess sich in Murten, später in Bern nieder und begründete den dortigen Familienzweig. Vincenz von Clapey genannt Fels erhielt 1557 von König Ferdinand einen Wappenbrief. Der Handelsmann Wilhelm Fels († 1627) erwarb 1584 das Burgerrecht von Bern, Peter Fels wurde 1595 Bürger von St. Gallen. Allen Familienzweigen gelang innert kürzester Zeit ein sozialer Aufstieg.
Der Berner Zweig gehörte der Gesellschaft zu Kaufleuten an, Martin Fels gehörte ab 1612 der Gesellschaft zu Mittellöwen an. Die Stadt Erlach führte gegen ihren Landvogt Franz Rudolf Fels einen Prozess. Anton Fels, aus dem Berner Zweig, kaufte von seiner Schwester Ursula Michel 1678 das Gut Ralligen. Ihr Gatte David Michel hatte Ralligen geerbt, das Gut war seit 1517 in Familienbesitz. Anton Fels verkaufte die Besitzung 1692 an Ulrich Thormann, Fels’ Witwe Katharina Kirchberger kaufte Ralligen 1710 wieder zurück. Ralligen verblieb bis 1749 im Besitz der Familie Fels.
Marianne Ernst-Fels (1709–1793) und ihre Nichte Marianne Jakobea Fels (1737–1814) waren mit Julie Bondeli eng befreundet.

## Personen
Zweig Bern
- Wilhelm Fels († 1627), Tuchhändler, Burger von Bern 1584
- Gottfried Fels (1591–1622), Mitglied des Großen Rats der Stadt Bern
- Martin Fels (1598–1651)[11], Mitglied des Großen Rats der Stadt Bern, Gubernator zu Payerne
- Anton Fels[12], Gutsbesitzer zu Ralligen[13]
- Hans Rudolf Fels (1647–1687), Mitglied des Großen Rats der Stadt Bern
- Johann Josef Fels (1672–1757), Oberstleutnant der preußischen Schweizergarde, Kammerherr, Schaffner im Interlakenhaus
- Franz Rudolf Fels (1675–1758), Fürsprecher, Teilhaber an der Oberen Druckerei in Bern, Mitglied des Großen Rats der Stadt Bern, Landvogt zu Erlach, Kornherr
- Johann Rudolf Fels (1712–1793), Kammerherr am württembergischen Hof, Mitglied des Großen Rats der Stadt Bern, Kommissär der englischen Gelder, Oberstleutnant in holländischen Diensten, Ritter des württembergischen Hubertusordens

Zweig Konstanz
- Michel von Clapey genannt Fels († 1562), Bürger von Konstanz
- Vincenz von Clapey genannt Fels († 1563), Bürger von Konstanz

Zweig St. Gallen
- Peter Fels (1537–1604), Ratsherr zu Konstanz, ab 1595 in St. Gallen[14], Mitglied der Gesellschaft zum Notenstein
- Elias Fels (1611–1658), kurfürstlicher Hofmaler zu Heidelberg
- Kaspar von Fels (1668–1752), Bürgermeister von St. Gallen
- David Fels-Zollikofer (1719–1794), evangelischer Geistlicher
- Hermann von Fels (1766–1838), Kaufmann und Politiker
- Christian Friedrich Fels (1794–1862), Dr. iur., Kantonsrat, Gemeindeammann von St. Gallen, Regierungsrat, Landammann
- Hans Richard von Fels (1904–1983), Dr. med., Arzt, Luftschutzoffizier, Autor

## Archive
- Familienarchiv im Stadtarchiv St. Gallen
- Prozess zwischen der Stadt Erlach und Landvogt Franz Rudolf Fels 1728–1742, Druckschriften, 1728, DQ 1340 im Katalog des Staatsarchivs Bern.
- Stammbaum von Johann Rudolf Fels (1712–1793), ultimus, Mss.Mül.594 (3) im Katalog der Burgerbibliothek Bern
- Streubestände (1) im Katalog der Burgerbibliothek Bern
- Streubestände (2) im Katalog der Burgerbibliothek Bern[15]
- Convenant passé entre le chevalier Felz (soit Jean-Rodolphe Fels), en vertu du pouvoir donné le 16 décembre 1743 par son oncle le résident Felz (soit Joseph Fels) et de la procure donnée le 16 courant par son père le bailli Felz (soit François-Rodolphe Felz), et Rodolphe Fréderich Fischer, PP 507/1 im Katalog der Archives cantonales vaudoises